# Кристис

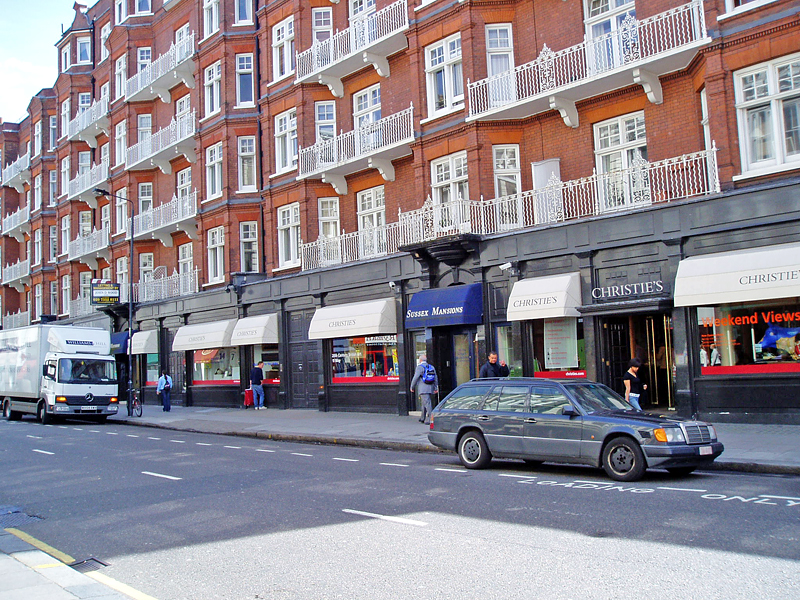
Лондонский офис в Южном Кенсингтоне

«Кри́стис» (англ. Christie’s) — аукционный дом, является лидером мирового арт-рынка, суммарная выручка которого только по итогам 2017 года составила 6,6 млрд долларов. Совместно с аукционным домом «Сотбис» его доля составляет 90 % мирового рынка аукционных продаж антиквариата и предметов искусства.

## История
Основан 5 декабря 1766 года в Лондоне антикваром Джеймсом Кристи.
С 1823 года главный офис находится на Кинг-стрит близ Сент-Джеймсского дворца. В 1975 году открылся дополнительный офис в Южном Кенсингтоне. Существуют отделения в нескольких крупных городах мира, включая Нью-Йорк и Москву.
В настоящее время «Кристис» — частная компания, принадлежащая французскому миллиардеру Франсуа Пино.
Christie’s ежегодно устраивает более 350 торгов в 80 категориях, включая все области изящного и прикладного искусства, ювелирные украшения, фотографию, объекты коллекционирования, вино и так далее. У аукционного дома 54 офиса в 32 странах и 12 торговых площадок по всему миру, включая Лондон, Нью-Йорк, Париж, Женеву, Милан, Амстердам, Дубай, Цюрих, Гонконг, Шанхай и Мумбай. В последнее время Christie’s активно расширяет деятельность в таких странах, как Россия, Китай, Индия и ОАЭ, проводит успешные торги и выставки в Пекине, Нью-Дели, Мумбае и Дубае.
В октябре 2010 года британская газета Financial Times сообщила, что эмир Катара шейх Хамад бин Халифа Аль Тани заявил, что не отказался бы приобрести аукционный дом «Кристис» с целью утверждения Катара в роли мирового культурного центра.
В 2014 году на должность генерального директора Christie’s впервые за всю историю компании была назначена женщина — француженка Патриция Барбизе (фр.).
11 мая 2015 года в ходе нью-йоркских торгов Christie’s картина Пабло Пикассо «Алжирские женщины (Версия О)» была продана за $179,3 млн, став самым дорогим произведением искусства в аукционной истории на момент продажи. В ноябре того же года к аналогичному результату вплотную приблизилась «Лежащая обнажённая» Амедео Модильяни, также проданная на Christie’s за $170,4 млн.
15 ноября 2017 года картина Леонардо да Винчи «Спаситель мира» продана на аукционе Christie’s в Нью-Йорке за $400 млн. + комиссия аукциона $50 312 500 итого $450 312 500, рекордную сумму в мировой истории заплаченную когда-либо за произведение искусства. На торги картину выставил Дмитрий Рыболовлев.
В мае 2018 года на аукционе Christie’s была распродана коллекция Дэвида и Пегги Рокфеллеров из 1,5 тыс. предметов за рекордную общую сумму $832,6 млн. Таким образом, эта коллекция стала самым дорогим собранием в истории аукционных торгов. Аукционный дом объявил, что все вырученные средства будут направлены на поддержку благотворительных организаций в сфере образования, искусства, экономического развития и природоохранной деятельности, помощь которым чета Рокфеллеров оказывала при жизни. Среди наиболее значимых объектов этих торгов были «Молодая девушка с цветочной корзиной» Пабло Пикассо, «Кувшинки» Клода Моне и «Лежащая одалиска с магнолиями» Анри Матисса, «Противники» Диего Риверы, а также сервиз «Марли Руж», созданный специально для Наполеона Бонапарта.
В октябре 2018 года пресс-служба Christie´s сообщила о проведении ноябрьских торгов в Нью-Йорке с использованием блокчейн-технологий. С этой целью Christie’s наладил сотрудничество с компанией независимого цифрового сертифицирования на арт-рынке Artory, что позволило создавать зашифрованные учётные записи лотов с использованием блокчейн-технологий. Каждой из купленных работ будет присвоен защищённый сертификат в цифровом формате, содержащий описание работы, а также информацию о её названии, достигнутой на торгах итоговой цене и дате торгов, доступ к которому получит покупатель соответствующего лота.
4 июля 2019 года Christie’s на аукционе в Лондоне продала голову бюста египетского фараона Тутанхамона почти за 6 млн долларов, несмотря на протесты Египта.

## Собственники и руководство
- Франсуа Пино (François Pinault) — владелец и председатель правления.
- Патриция Барбизе (Patricia Barbizet) — вице-председатель правления, главный исполнительный директор (CEO) с 2014 по 2016 год, также главный исполнительный директор Artémis Group, инвестиционной компании, основанной Франсуа Пино. Artémis Group является основным акционером Kering Group, группы компаний, производящих продукцию под такими торговыми марками, как Gucci, Yves Saint Laurent, Stella McCartney, Bottega Veneta и Balenciaga. В Kering Group Барбизе также занимает пост вице-председателя правления.
- Гийом Черутти (Guillaume Cerutti) — главный исполнительный директор с 1 января 2017 года. В Christie’s перешёл в 2015 году из Sotheby’s. До Sotheby’s был управляющим директором Центра Помпиду и занимал несколько различных постов в министерствах Франции.